# Josep Antoni de Castellarnau i de Magrinyà
Josep Antoni de Castellarnau i de Magrinyà   (Tarragona, 1763 - Tarragona, 10 de juny de 1845) fou un noble, militar, industrial i polític català, senyor d'Araós i de Virós a la Vall Ferrera.

## Biografia
Fill de Carles de Castellarnau i de Maria de Magrinyà, nascuts a Tarragona. Va promoure l'explotació de les mines de ferro d'Alins de Vallferrera (Pallars Sobirà) amb el que el 1802 va promoure i finançar la construcció del port de Tarragona. Fou tresorer de la Junta d'Obres del Port de Tarragona (1790-1836) i síndic procurador general de la ciutat. També fou capità de la primera companyia de tiradors de Tarragona, tresorer honorari de l'exèrcit (1807-1823), president de la comissió de finances del congrés celebrat a Tarragona (1809) i cavaller de l'Orde de Carles III.
El 24 de febrer de 1810 fou elegit diputat per Tarragona a les Corts de Cadis, on tot i no tenir un gran paper, va formar part de la comissió d'Hisenda. Apostà pels liberals i el 1822 fou escollit primer alcalde de Tarragona. Un cop acabat el trienni liberal fou depurat per les noves autoritats, que no li permeteren el retorn a les seves activitats fins al 1829. La seva casa, la Casa Castellarnau, al carrer de Cavallers de Tarragona, fou decorada per Joseph Flaugier i convertida en museu el 1969.
En el moment de la defunció tenia 83 anys i era vidu de Maria Antònia de Camps.